# 贝尔格 (勃兰登堡州)
贝尔格（德語：Berge）是德国勃兰登堡州的市镇，隶属于普里格尼茨县。总面积为26.62平方千米，截至2020年总人口为754人。